# Иосиф (Зинкевич)
Иосиф Зинкевич (ум. после 1740) — игумен Куряжского Преображенского монастыря Русской православной церкви.

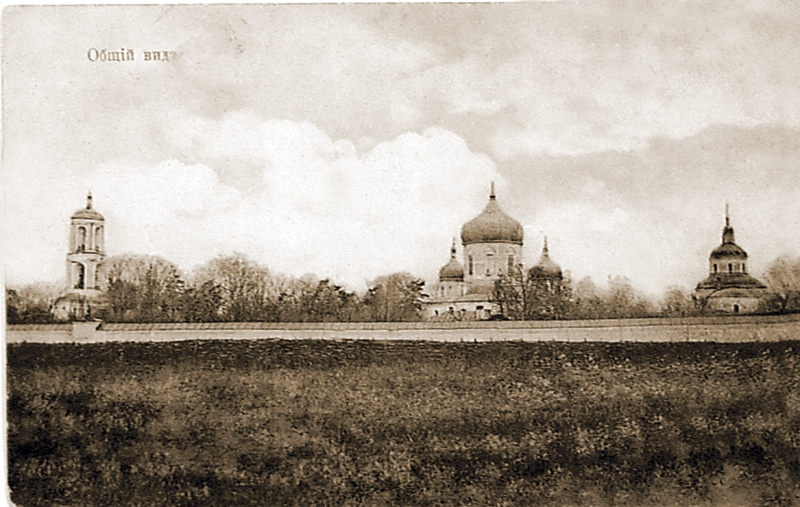
Куряжский Преображенский монастырь

О его мирской жизни сведений не сохранилось. В 1730 году из настоятелей Краснокутского Петропавловского монастыря Харьковской епархии Иосиф Зинкевич был переведен настоятелем в Преображенский монастырь в селе Куряжанка близ города Харькова; вместе с этим был назначен префектом Белгородской духовной семинарии. 
Человек открытого и решительного характера, он, не будучи в состоянии привести свой монастырь со стороны нравственной в подлежащий порядок, отказался от настоятельства. Однако через год (с 6 мая 1736 года) снова вступил в эту должность. 
Президент Святейшего Синода, архиепископ Феофан Прокопович, по неизвестной причине, предал Иосифа следствию, результатом которого стала его ссылка в Сибирь, где он и оставался до восшествия на престол императрицы Елизаветы Петровны. Окончил жизнь схимником в городе Киеве; умер после 1740 года.